# Beady Belle
Beady Belle es un grupo de jazz noruego formado por Beate S. Lech y su marido y bajista Marius Reksjø, después de que Bugge Wesseltoft de Jazzland Recordings les animase a lanzar su primer disco.

## Biografía
Lech and Reksjø estudiaron juntos música en la Universidad de Oslo, participando ambos durante ese periodo en la formación de varios grupos. Su música  combina el jazz y el acid jazz, con raíces rítmicas y de música electrónica, y la utilización de armonías vocales, piano, y teclados de cuerda. Además su música incorpora elementos de varios otros géneros.
El grupo comienza a ser conocido a partir de 2003, cosechando un cierto éxito tanto desde el punto de vista comercial como entre la crítica, posteriormente convirtiéndose en una banda conocida a nivel internacional. Tras un concierto en Londres durante su gira europea de 2005, Jamie Cullum, conocido vocalista y pianista británico, se acerca al backstage para hablar con el grupo. De ese encuentro resulta la posterior participación de Beady Belle como teloneros de Cullum en una gran gira por todo el Reino Unido además de en varios conciertos en Alemania, Francia, Noruega, Suecia y Dinamarca. En 2008, participan en el Festival de Jazz de Calgary en Canadá.
La banda original se separa en 2015, si bien Beate S. Lech, su cantante y compositora, ha publicado posteriormente dos álbumes con el mismo nombre de Beady Belle.
Como Beady Belle en solitario, Lech ha participado recientemente en el Melodi Grand Prix 2021 con vistas a representar a Noruega en el Festival de la Canción de Eurovisión 2021 con la canción "Playing With Fire". Si bien la canción no ha resultado elegida en la primera ronda aún puede serlo en la segunda.

## Miembros del grupo
- Beate S. Lech (voz, compositora)
- Marius Reksjø (bajo, programación)
- Erik Holm (batería)[6]

## Discografía
- Home (Jazzland, 2001)
- CEWBEAGAPPIC (Jazzland, 2003)
- Closer (Jazzland, 2005)
- Belvedere (Jazzland, 2008)
- At Welding Bridge (Jazzland, 2010)
- Cricklewood Broadway (Jazzland, 2013)
- On My Own (Jazzland, 2016)
- Dedication (Jazzland, 2018)